# Красивая работа
«Красивая работа» (фр. Beau travail; вариант перевода: «Хорошая работа») — французский фильм режиссёра Клер Дени (1999), обыгрывающий сюжет повести Мелвилла «Билли Бадд» (1888) на современном материале, почерпнутом из будней Иностранного легиона в Джибути.

## Сюжет
Вернувшись в Марсель из африканской пустыни, экс-офицер Галу (Дени Лаван) вспоминает обстоятельства, которые привели к его изгнанию из Иностранного легиона. Фанатичная преданность опытному командиру Форестье (Мишель Сюбор) и симпатия последнего к красавцу-новобранцу по имени Сантен (Грегуар Колен) пробудили в Галу ревность и толкнули его на преступление. Спровоцировав драку с Сантеном, Галу в назидание оставил его одного посреди безбрежной пустыни, да ещё и со сломанным компасом. Юноша пропал, но его сломанный компас был найден, и командир велел Галу предстать перед трибуналом.
В финальных титрах педантичный, застёгнутый на все пуговицы Галу показан неистово пляшущим под техно-мелодию «The Rhythm of the Night» группы Corona. Возможно, он наконец обрёл свободу, покончив с собой, — то ли из-за угрызений совести, то ли из-за тоски по товарищам, то ли из-за неспособности приспособиться к жизни на гражданке. Согласно иному прочтению, в виде танца на дискотеке он воображает себе «гейский» образ жизни. Подразумевается, что преступление Галу мотивировано его латентным влечением к Форестье и/или Сантену, и что Галу наконец принимает эту правду о себе.

## Стиль
Как пишет Дж. Хоберман, пунктирная, полная умолчаний фабула фильма тонет в кинематографических и монтажных изысках. Изнурительные тренировки бойцов под приглушённые звуки бриттеновской оперы «Билли Бадд» временами переходят в танец модерн, что отдаёт сюрреализмом. Не менее стилизованы и операторские решения. В солдатские будни вклиниваются кадры местной дискотеки. Над пустыней разлит раскалённый гомоэротизм.

## Оценки
Среди всех фильмов Клер Дени именно «Красивая работа» получила наиболее восторженные отзывы, став фаворитом кинокритиков всего мира. Дж. Розенбаум поставил фильму высший балл и назвал его шедевром. Ханна Макджилл видит в фильме Дени «одно из самых завораживающих и оригинальных киноразмышлений по поводу потребности в близости — и одновременно сопротивления ей». Согласно характеристике М. Трофименкова («Коммерсантъ»), это фильм «не столько о людях, сколько об их телах»:

Между двумя бойцами Иностранного легиона царит то ли ненависть, то ли скрытое гомосексуальное притяжение. Измученные тела легионеров исполняют на экране трагический и невероятно красивый балет.